# Синегоры
Синегоры  (греч. συνήγοροί) — в Афинах профессиональные адвокаты или защитники на суде, которые за вознаграждение писали всякому желающему речи и давали консультации. 
Первым, кто создал профессию синегоров, был Антифонт. Участие синегоров на суде разрешалось в случаях болезни одной из сторон или вообще неспособности её самостоятельно вести процесс; нередко человек, не решавшийся выступать лично на суде, произносил короткую речь, после которой просил позволения дать слово его другу или друзьям. Если синегор выступал на суде лично, то для него считалось непозволительным брать деньги с клиента; виновные в мздоимстве привлекались к ответственности перед фесмофетами. 
Были также государственные синегоры, на обязанности которых лежало отстаивать интересы казны, особенно в процессах по доносам о важных государственных преступлениях.